# Garrigoles
Garrigoles és un municipi de la comarca del Baix Empordà. Limita al nord amb Ventalló i Viladamat (municipis altempordanesos), a l'est amb la Tallada d'Empordà, al sud-est amb Verges, al sud amb Jafre i a l'oest amb Vilopriu. El municipi inclou els pobles de les Olives, cap municipal, i Garrigoles.
El terme de Garrigoles s'estén per terrenys que van ser ocupats per la vinya abans de la plaga de la fil·loxera. Entre els conreus, sempre de secà, hi ha un predomini dels cereals, encara que també hi fa farratge i blat de moro. Encara queden olivars, en regressió, i alguna vinya. La cria de bestiar oví, porcí i boví és una activitat important per a l'economia local.
El poble de les Olives, on hi ha els serveis municipals, és situat a gairebé un quilòmetre a ponent de Garrigoles. El nucli, d'una cinquantena d'edificis, és format per carrers llargs i estrets, centrats per una plaça rectangular. En general les cases (ss. XVIII i XIX) són modestes, però destaca Can Ros (s. XVIII), situada a un extrem del poble.
L'església de Sant Vicenç de les Olives, de dimensions reduïdes, és d'estil romànic tardà de tipus cistercenc. Consisteix en una planta rectangular, una nau amb capçalera carrada, sense absis destacat, coberta amb volta apuntada.
Les festes de les Olives se celebren conjuntament amb Garrigoles. La festa major d'estiu se celebra el darrer cap de setmana d'agost, mentre que les festes d'hivern són el dissabte més proper a Sant Sadurní, el 29 de novembre, i per Sant Vicenç, el 22 de gener.

## Geografia
- Llista de topònims de Garrigoles (Orografia: muntanyes, serres, collades, indrets..; hidrografia: rius, fonts...; edificis: cases, masies, esglésies, etc).

| Entitat de població | Habitants (2023) |
| les Olives          | 146              |
| Garrigoles          | 44               |
| Font: Idescat       |                  |

## Demografia
| 1497 | 1515 | 1553 | 1787 | 1887 | 1900 | 1920 | 1950 | 1970 | 2010 | 2024 |
| 15   | 10   | 12   | 169  | 377  | 257  | 283  | 308  | 202  | 157  | 185  |

## Llocs d'interès
Església de Sant Sadurní de Garrigoles
Temple romànic dels segles XII – XIII, d'una nau amb absis semicircular, més baix que la nau.